# Michael Malliaris
Michael Malliaris (* 19. Februar 1964 in Frankfurt am Main) ist ein deutscher Archäologe.

## Leben
Malliaris wuchs zunächst in Athen auf und ging in Bonn in die Schule. Von 1985 bis 1992 studierte er Klassische Archäologie, Alte Geschichte und Griechische Philologie in Bonn, Berlin und Thessaloniki. 2016 wurde er an der FU Berlin promoviert.
Malliaris war und ist Leiter zahlreicher archäologischer Grabungen in ganz Deutschland mit Schwerpunkten in Sachsen-Anhalt und Berlin, wo er von 2008 bis 2015 die Ausgrabungen am Schloßplatz leitete. Er ist Leiter des Fachreferates Mittelalter- und Neuzeitarchäologie der LWL-Archäologie. Eine der umfangreichsten Tätigkeiten Malliaris' ist die andauernde Ausgrabung am Molkenmarkt, bei der er als wissenschaftlicher Projektleiter fungiert.

## Rezeption
Uwe Fiedler hebt in seiner Rezension zur Festgabe für Adriaan von Müller zum 70. Geburtstag einen Grabungsbericht zu einer Ausgrabung in Alt-Köpenick von Malliaris besonders hervor, welcher „eigentlich nur höchstes Lob verdient“. Gemeinsam mit Matthias Wemhoff veröffentlichte er ein Buch über das Berliner Schloss, in welchem die Ergebnisse der Schloßgrabungen – deren Funde zum Teil bis ins 12. Jahrhundert datieren und auf ein äußeres hochmittelalterliches Stadtviertel Cöllns deuten – „eindrucksvoll“ dargestellt werden. In seiner „außerordentlich inhaltsreich[en]“ Dissertation befasst sich Malliaris unter baugeschichtlichen Aspekten mit der Fläche des Dominikanerklosters in Cölln. Er verbindet dabei archäologische, textliche und bildliche Quellen und produziert mit dem Werk insgesamt „faszinierende Forschungsresultate“.

## Veröffentlichungen (Auswahl)
- mit Gunnar Nath und Renate Bösel: Köpenick: von den Anfängen bis zur Gegenwart; [Ausstellung im Heimatmuseum Köpenick, Eröffnung: 2. Oktober 1999]. Heimatmuseum Köpenick, Berlin 1999.
- Ausgrabungen in der Altstadt von Berlin-Köpenick: Alt-Köpenick 17-19. In: Jörg Haspel und Wilfried Menghin (Hrsg.): Festgabe für Adriaan von Müller zum 70. Geburtstag. Landesdenkmalamt, Berlin 2000, ISBN 3-00-005528-2 (Beiträge zur Denkmalpflege in Berlin Sonderband. / Hrsg. von Jörg Haspel … Landesdenkmalamt Berlin; 1), S. 113–183.
- Archäologische Entdeckungen in Zerbst. Landesamt für Denkmalpflege, Halle 2005, ISBN 978-3-910010-94-9
- mit Matthias Wemhoff: Das Berliner Schloss. Geschichte und Archäologie. Eisengold, Berlin 2016, ISBN 978-3-944594-58-3.
- Die Baugeschichte des Dominikanerklosterareals in Cölln an der Spree. Imhof, Petersberg 2019, ISBN 978-3-7319-0668-1 (Dissertation).
- mit Bettina Jungklaus, Juliane Lippok und Daniel Krebs (Hrsg.): Gräber, Grüfte und Gebeine. Tod in der frühen Neuzeit. 1. Auflage. wbg Theiss in Wissenschaftliche Buchgesellschaft (WBG), Darmstadt 2022, ISBN 978-3-8062-4551-6.